# Le Born (Lozère)
Le Born – miejscowość i gmina we Francji, w regionie Oksytania, w departamencie Lozère. W 2013 roku populacja gminy wynosiła 152 mieszkańców. Przez teren gminy przepływa rzeka Colagne. 